# Anton (Texas)
Anton es una ciudad ubicada en el condado de Hockley en el estado estadounidense de Texas. En el Censo de 2010 tenía una población de 1.126 habitantes y una densidad poblacional de 555,95 personas por km².

## Geografía
Anton se encuentra ubicada en las coordenadas 33°48′41″N 102°9′44″O / 33.81139, -102.16222. Según la Oficina del Censo de los Estados Unidos, Anton tiene una superficie total de 2.03 km², de la cual 2.03 km² corresponden a tierra firme y (0%) 0 km² es agua.

## Demografía
Según el censo de 2010, había 1.126 personas residiendo en Anton. La densidad de población era de 555,95 hab./km². De los 1.126 habitantes, Anton estaba compuesto por el 77.26% blancos, el 3.2% eran afroamericanos, el 0.62% eran amerindios, el 0.09% eran asiáticos, el 0% eran isleños del Pacífico, el 16.52% eran de otras razas y el 2.31% pertenecían a dos o más razas. Del total de la población el 47.69% eran hispanos o latinos de cualquier raza.